# Földes Andor
Földes Andor, Andor Foldes (Budapest, 1913. december 21. – Herrliberg, Zürich mellett, 1992. február 9.) magyar származású amerikai zongoraművész.

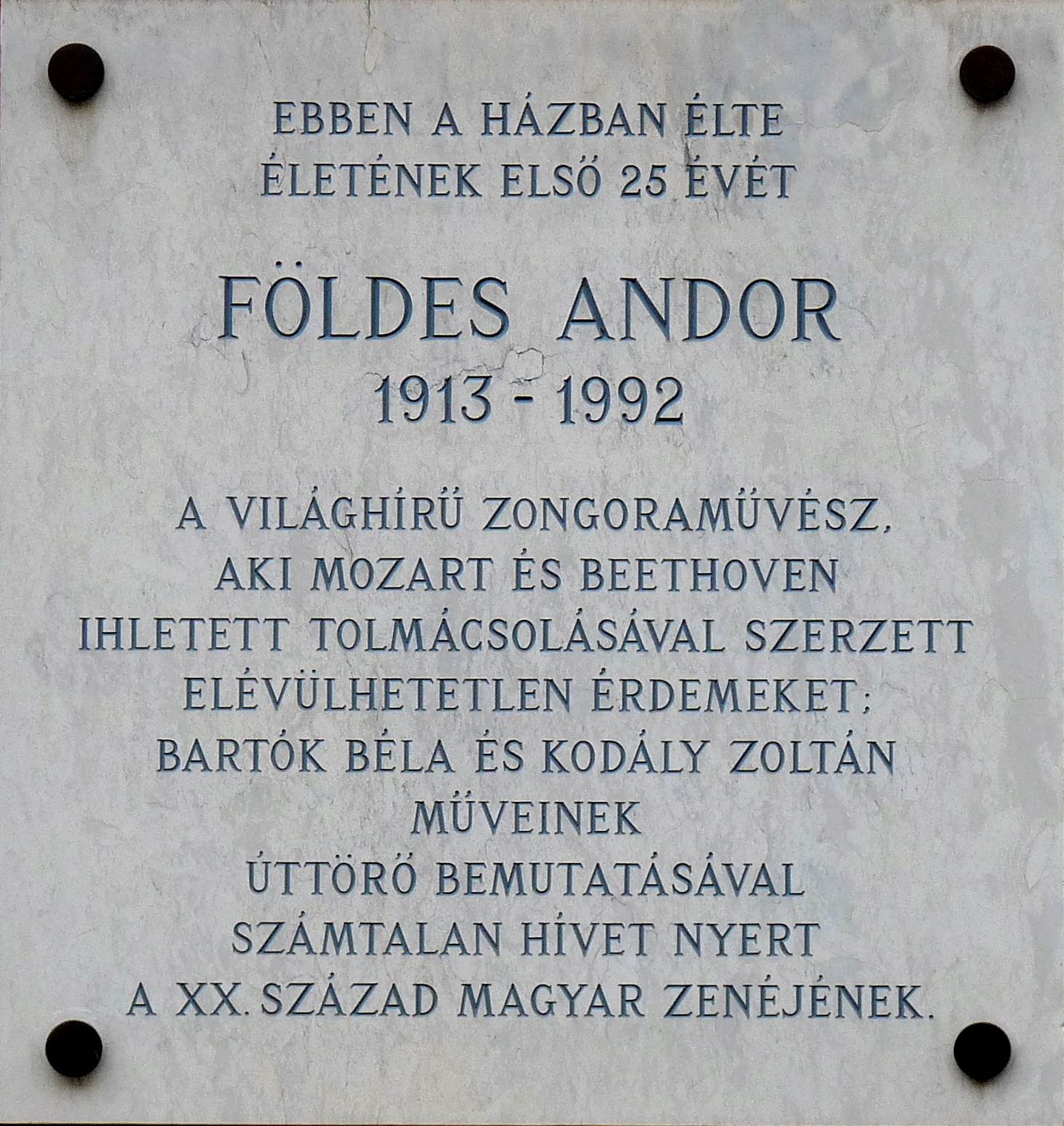
Földes Andor emléktáblája - Föld utca 50/a

## Élete
Édesanyja, Ipolyi Valéria koncert-zongoraművész, felismerte tehetségét, és otthon tanította. A nyolcéves csodagyerek Mozart B-dúr zongoraversenyét KV 450 játszotta a Zeneakadémián a Budapesti Filharmóniai Társaság Zenekarával. Az Budapesti III. Kerületi Magyar Királyi Állami Főgimnáziumbanban tanult 1923-1932 között. Tanulmányait magánúton végezte, hogy minden idejét a zenélésnek szentelhesse. Szatmári Tibor fejlesztette zongoratechnikáját. 16 éves volt, amikor Dohnányi Ernő felvette mesterkurzusába. A zongora mellett zeneszerzést tanult Weiner Leótól. A Zeneakadémián találkozott Bartók Bélával is.
1934-től Európában lépett fel (Ausztria, Németország, Olaszország, Svájc, Lengyelország, Belgium, Hollandia, Spanyolország.) 1939-ben Párizs, Amszterdam és London következtek. A Skandináv országokban koncertezett, amikor kitört a háború. Mivel volt már koncertmeghívása, látogató vízummal utazott az Egyesült Államokba 1939 novemberében, ahonnan zsidó származása miatt már nem jött haza az egész világháború alatt.
1940-ben Beethoven IV. zongoraversenyét játszotta, a koncertet a rádió közvetítette. 1941-ben debütált New Yorkban, a The Town Hallban. Szigeti József hegedűművésszel három éven át koncertezett Kanadában és az Egyesült Államokban, 120 előadást tartottak. 1940-ben találkozott New Yorkban későbbi feleségével, Rendy Lili magyar újságírónővel.
A sors újra összehozta Bartók Bélával, aki 1940-ben érkezett az Egyesült Államokba. Földes a zeneszerző egyetértésével megtanulta összes zongoraművét, és azon igyekezett, hogy megismertesse azokat az amerikai közönséggel. A koncertügynököket és karmestereket nem tudta rávenni az eljátszhatatlannak tartott II. zongoraverseny előadására. A koncertre csak Bartók halála után, 1947. november 3-án került sor a Carnegie Hallban, a National Orchestral Association évadnyitóján. A zenekritika rendkívül kedvezően reagált.
1948-ban megkapta az amerikai állampolgárságot, és lemez készült Bartók II. zongoraversenyéről. 1953-ban Dél-Amerikában és Dél-Afrikában koncertezett. Repertoárjában Mozart, Beethoven, Brahms, de Falla, Debussy, Poulenc, Liszt és Rachmanyinov művei is szerepeltek. Mesterkurzusokat tartott Londonban, Párizsban, Berlinben, Tokióban. 1957 és 1965 között Saarbrückenben a Zenei Főiskola tanára volt, az elhunyt Walter Gieseking helyét vette át. Bartók összes zongoraművét a Deutsche Grammophon vette fel, és 1957-ben elnyerte a Grand Prix du Disque-et, a legjelentősebb francia zenei díjat. Európában sokkal több lehetősége volt koncertezni, ezért Svájcba települtek át 1961-ben. A New Yorkban, Londonban, Buenos Airesben, Bonnban adott koncertjeinek bevételeiből járult hozzá a bonni Beethovenhalle restaurálásához. 1964-ben megkapta Németország Érdemrendjének nagy keresztjét. 1978-ban ő volt az első nyugatról érkező zongoraművész, aki a kulturális forradalom után fellépett Pekingben. 1982-ben elnyerte Deutscher Schallplattenpreist is.
Szerencsétlen esés okozta halálát otthonában, Herrlibergben. Mesterkurzust készült tartani néhány hónappal később Bonnban, a Beethoven-házban.

## Írásai
- Keys to the Keyboard: A Book for Pianists, with Explanatory Music, 1951
  - magyarul: Zongoristák kézikönyve. Budapest, 1967. Zeneműkiadó.
  - Zongoristák kézikönyve. Ford. Széll Jenő. 2. bőv. kiad. Budapest, 1970. Zeneműkiadó.
- Gibt es einen zeitgenössischen Beethoven-Stil?
- Erinnerungen
  - magyarul: Emlékeim. Ford. Földes Lili, Ódor László. Budapest, 1995. Osiris ISBN 9633790727
- Seventy Years on Music's Magic Carpet

## Származása
| Földes Andor (Budapest, 1913. dec. 21. – Herrliberg, 1992. febr. 9.) | Apja: Földes Emil (született Feuerlöscher) (Komárom, 1878. ápr. 8. – Budapest, 1940. márc. 27.) | Apai nagyapja: Feuerlöscher Miksa hajótulajdonos                                                | Apai nagyapai dédapja: n.a.                |
| Földes Andor (Budapest, 1913. dec. 21. – Herrliberg, 1992. febr. 9.) | Apja: Földes Emil (született Feuerlöscher) (Komárom, 1878. ápr. 8. – Budapest, 1940. márc. 27.) | Apai nagyapja: Feuerlöscher Miksa hajótulajdonos                                                | Apai nagyapai dédanyja: n.a.               |
| Földes Andor (Budapest, 1913. dec. 21. – Herrliberg, 1992. febr. 9.) | Apja: Földes Emil (született Feuerlöscher) (Komárom, 1878. ápr. 8. – Budapest, 1940. márc. 27.) | Apai nagyanyja: Weisz Berta                                                                     | Apai nagyanyai dédapja: n.a.               |
| Földes Andor (Budapest, 1913. dec. 21. – Herrliberg, 1992. febr. 9.) | Apja: Földes Emil (született Feuerlöscher) (Komárom, 1878. ápr. 8. – Budapest, 1940. márc. 27.) | Apai nagyanyja: Weisz Berta                                                                     | Apai nagyanyai dédanyja: n.a.              |
| Földes Andor (Budapest, 1913. dec. 21. – Herrliberg, 1992. febr. 9.) | Anyja: Ipolyi Valéria (született Freistadtl) (Kula, 1882. márc. 13. – ?)                        | Anyai nagyapja: Ipolyi Ernő (született Freistadtl) (Ipolyság, 1858 – Budapest, 1926. febr. 24.) | Anyai nagyapai dédapja: n.a.               |
| Földes Andor (Budapest, 1913. dec. 21. – Herrliberg, 1992. febr. 9.) | Anyja: Ipolyi Valéria (született Freistadtl) (Kula, 1882. márc. 13. – ?)                        | Anyai nagyapja: Ipolyi Ernő (született Freistadtl) (Ipolyság, 1858 – Budapest, 1926. febr. 24.) | Anyai nagyapai dédanyja: n.a.              |
| Földes Andor (Budapest, 1913. dec. 21. – Herrliberg, 1992. febr. 9.) | Anyja: Ipolyi Valéria (született Freistadtl) (Kula, 1882. márc. 13. – ?)                        | Anyai nagyanyja: Friedländer Matild (1861 – Budapest, 1935. jan. 9.)                            | Anyai nagyanyai dédapja: Friedländer Lipót |
| Földes Andor (Budapest, 1913. dec. 21. – Herrliberg, 1992. febr. 9.) | Anyja: Ipolyi Valéria (született Freistadtl) (Kula, 1882. márc. 13. – ?)                        | Anyai nagyanyja: Friedländer Matild (1861 – Budapest, 1935. jan. 9.)                            | Anyai nagyanyai dédanyja: Haas Matild      |